# 이호준 (2004년)
이호준(2004년 3월 20일 ~ )은 KBO 리그 롯데 자이언츠의 내야수이다.

## 롯데 자이언츠시절
2024년에 입단하였다. 2024년 7월 13일 kt wiz와의 경기에 출전하며 데뷔 첫 경기를 치렀고, 경기에서 이정훈 대주자로 기록하였다.

## 출신 학교
- 대구옥산초등학교
- 경운중학교
- 대구상원고등학교